# 사발통문과 일괄문서
사발통문과 일괄문서(四鉢通文과 一括文書)는 대한민국 전북특별자치도 정읍시 덕천면 동학로 742, 동학농민혁명기념관에 있는 동학농민혁명 관련 역사자료이다. 2015년 12월 28일 전라북도의 유형문화재 제233호로 지정되었다.

## 지정 사유
사발통문은 동학농민혁명의 중요한 역사자료로, 1893년 11월 전봉준을 비롯한 20명이 거사계획을 세우고 그 내용을 사방에 알리기 위해 작성한 문서이다. 일괄문서인 '송두호 교장 임명장', '송대화 대접주 임명장', '이왈수 별교장 임명장', '정유삼월 교장 임명장' 또한 사발통문과 같이 나왔고 그동안 대중에 공개되지 않은 동학관련 자료이다. 동학농민혁명과 동학을 연구하는 데에 있어 중요한 사료적 가치가 있다고 판단된다.

## 같이 보기
- 동학농민혁명기념관

## 참고 자료
- 사발통문과 일괄문서 - 국가유산청 국가유산포털